# Дискография Софии Ротару
Дискография Софии Ротару — статья описывает дискографию Софии Ротару. Далее приведен список альбомов в порядке издания. В статье также перечислены синглы, миньоны, гибкие диски, коммерческие (реклама) синглы, песни не вошедшие в альбомы и не изданные в синглах.
Дискография альбомов выпущенных советской, российской, украинской и молдавской поп-певицей Софией Ротару включает в себя двадцать один студийный альбом, из которых десять — на виниле и десять — на лазерных дисках, двадцать пять сборников, три полных саундтрека и два альбома, записанных с живых выступлений.

## Студийные альбомы
- 1972 Червона рута
- 1973 Поёт София Ротару
- 1974 София Ротару (также известен как «Баллада о скрипках»)
- 1976 София Ротару (также известен как «Лебединая верность»)
- 1977 София Ротару поёт песни Владимира Ивасюка
- 1978 София Ротару (также известен как «Родина моя»)
- 1979 Только тебе
- 1981 Где ты, любовь? (песни из кинофильма)
- 1981 София Ротару и Червона Рута (сплит-релиз с альбомом «Где ты, любовь?»)
- 1985 Нежная мелодия
- 1987 Монолог о любви
- 1987 Lavanda
- 1988 Золотое сердце
- 1991 Караван любви
- 1995 Хуторянка
- 1998 Люби меня
- 2002 Я тебя по-прежнему люблю
- 2004 Небо — это я
- 2005 Я же его любила
- 2008 Я — твоя любовь!
- 2010 Я не оглянусь

## Сборники
- 1975 Modern Ukraine with Sophia Rotaru
- 1977 Крымские зори (сплит с группой Крымские зори и Людмилой Москвитиной)
- 1980 София Ротару / Лев Лещенко (сплит со Львом Лещенко)
- 1980 Visit to Ukraine
- 1983 Canadian Tour 1983
- 1984 София Ротару
- 1991 София Ротару (также известен как «Романтика»)
- 1993 Лаванда
- 1993 София Ротару (также известен как «Караван любви»)
- 1995 Золотые песни 1985/95
- 1996 Ночь любви
- 1996 Червона рута. Поёт София Ротару
- 2002 Снежная королева
- 2003 Единому…
- 2003 Листопад
- 2003 Любовное настроение
- 2004 Лаванда, Хуторянка, далее везде...
- 2004 Тече вода
- 2005 Когда расцветает любовь
- 2007 Сердце ты моё
- 2007 Туман
- 2011 И летит моя душа...
- 2013 Золотые песни 2008–2013
- 2014 София Ротару
- 2021 Лучшие песни

## Мини-альбомы (EP)
- 1972 Червона рута
- 1977 Родина моя
- 1978 Deine Zärtlichkeit (рус. Твоя нежность)
- 1978 Мой край
- 1979 Верни мне музыку
- 1983 Магазин «Цветы»
- 1985 Аист на крыше
- 1986 Вспоминай меня всегда

- «София Ротару» (ГД 0003297 — 8)
  - Бесконечность (музыка — Д. Бакки, слова — Могол)
  - У мамы одна дочь (молдавская народная песня)
  - Каменное сердце (музыка и слова Э. Дэда)
  - В Карпатах ходит осень (Л. Дудковский — В. Фартушняк)
    - На итальянском (1), молдавском (2), румынском (3), украинском (4). В сопровождении инструментального ансамбля,
- «София Ротару» (Д OQ033I67)
  - Ионел (молдавская народная песня)
  - Веточка рябины (А. Днепров — П. Леонидов)
  - Водограй (музыка и слова В. Ивасюка)
  - Обещание (музыка и слова Н. Калоджера)
    - На молдавском (1), русском (2), украинском (3), сербском (4). Ансамбль «Червона Рута» (1, 3, 4), концертный эстрадный ансамбль (2)

«София Ротару поёт песни Владимира Ивасюка» (Г 62 — Q52I5 — 16)
- Лишь раз цветет любовь
- Колыбельная ветру (Б. Стельмах)
- Поверь очам (В. Кудрявцев)
- Два перстня (В. Ивасюк)
  - На украинском языке. Эстрадный оркестр Украинского радио под управлением Р. Бабича.

«София Ротару» (Г 62 — 06941 — 2)
- Не успокоимся (С. Краевский — А. Осецка)
- Весна (молдавская народная песня)
- Последний дождь (А. Эшпай — И. Кулиев)
- Любовь (Г. Скупинокий — Б. Косиев)
  - На польском (1), молдавском (2), русском (3), украинском (4) языках. София, Лидия, Аурика Ротару (2)
  - Ансамбль «Червона Рута» под управлением А. Евдокименко (1, 2, 4). Инструментальный ансамбль под управлением А. Эшпая (3)

«София Ротару» (С 60 — I2303)
- Родина моя (Д. Тухманов — Р. Рождественский)
- Твои следы (А. Бабаджанян — Е. Евтушенко)
- Червона рута (музыка и слова В. Ивасюка)
- Песня о моем городе (Е. Дога — Г. Водэ, русский текст В. Лазарева)
- Верни мне музыку (А. Бабаджанян — А. Вознесенский)

«Поёт София Ротару» (С 62 — 04791 — 92)
- Ты только мне не прекословь (А. Днепров — О. Павлова)
- Вспоминай меня (В. Добрынин — В. Тушнова)
- Два перстня (музыка и слова В. Ивасюка)
- Птица (памяти Паши Христовой) (Т. Русев — Д. Демянов)
  - На русском (1, 2), украинском (3), болгарском (4). Ансамбль «Мелодия» под управлением Г. Гараняна (1, 2). Ансамбль «Червона Рута» под управлением А. Евдокименко

1974 «София Ротару»
1975 «София Ротару»
1976 «София Ротару»
«Крымские зори» (С 60 — 09084)
- Крымский вечер (Ю. Саульский — В. Лазарев)
- Чайки над водой (Е. Мартынов — А. Дементьев)
- Отчий дом (Е. Мартынов — А. Дементьев)
- Я вернусь (Б. Ривчун — Б. Дубровин)
- Я — твое крыло (В. Ивасюк — Р. Кудлик)
  - На украинском языке (5)

«Мы любим солнце и весну» [«Ми любимо сонців i весну»] (М 50 — 48533 — 009), 1988 год.
- Щастя (Вадим Ильин — Юрий Рыбчинсккий)
- Ти лети, куле земна (Вадим Ильин — Юрий Рыбчинсккий)
- Лелека на даху (Давид Тухманов — Анатолий Поперечный)

Большой детский хор Украинского телевидения и радио, художественный руководитель Татьяна Копилова (Великий дитячий хор Украïнського телебачення i радіо. Художнік Тетяна Копилова)
Эстрадно-симфонический оркестр Украинского телевидения и радио (Естрадно-симфоничний оркестр Украïнського телебачення i радіо) [1, 2]
ВИА «Червона Рута»
«Разговор со счастьем» Музыка и песни Александра Зацепина из кинофильмов. Стихи Леонида Дербенёва (80 — 35677 — 78)
- А любовь одна (из фильма «Тайник у красных камней»)
- Совсем как на Земле (из фильма «Ни слова о футболе») Инструментальный ансамбль «Мелодия»
- Твои следы" (Арно Бабаджанян — Евгений Евтушенко) (С 60 — 09967)

«Ожидание» Юрий Саульский (С 60 — 16203 — 04),1980 год
- Я без тебя не я (Леонид Завальнюк)
- Признание (Евгений Евтушенко)
- Две мечты (Игорь Шаферан)

«Песни молодых» Песни Игоря Крутого и Владимира Матецкого (С 90 — 27585 — О10), 1988 год
- Соло для планеты с оркестром (Игорь Крутой — Римма Казакова)
- Было, но прошло (Владимир Матецкий — Михаил Шабров);
- Золотое сердце (Владимир Матецкий — Анатолий Поперечный, Михаил Шабров). Инструментальный ансамбль под управлением В. Матецкого,

Песни Алексея Экимяна «Снегопад» (Г 62 — Q79I3 — 14)
- Счастливая песня (Михаил Рябинин)
- А с чем сравнить любовь? (Михаил Рябинин)
- В сопровождении оркестра

«София Ротару» (62 — 3807)1975 г.
- Воспоминание (Б. Рычков — И. Кохановский)
- Твои следы (А. Бабаджанян — Е. Евтушенко),
- Ложь (А. Днепров — А. Дементьев)

## Синглы
- 1972 Баллада о двух скрипках
- 1978 Es könnte sein, es muß nicht sein
- 1978 Wer Liebe sucht
- 1982 Бессонница
- 1984 А музыка звучит
- 1985 Октябрь
- 1985 Дети всей земли
- 1986 Луна
- 1987 Было, но прошло
- 1989 Золотое сердце

«Лаванда», По вашим письмам (С 62 — 24195 — 001)
- Лаванда (В. Матецкий — М. Шабров)
- В доме моем (Д. Тухманов — А. Саед Шах)
- София Ротару и Яак Йоала (I). Редактор И. Йотко. Художник Ю. Балашов, 1986 год.

«София Ротару». Песни из фильма Где ты, любовь? (Г 62 — 08573 −4)
- Две мечты (Ю. Саульский — И. Шаферан)
- Облако-письмо (А. Зацепин — Р. Роадественский)
  - В сопровождении оркестра под управлением А. Михайлова

«София Ротару» (С62 — I2035 −6)
- Посвящение (Е. Птичкин — А. Поперечный);
- Любовь (О. Мильштейн — С. Гимпу).
  - На молдавском языке (2). ВИА «Червона Рута». Руководитель А. Евдокименко. Звукорежисоер А. Штильман. Художник А. Сироткин. Фото В. Пищальникова, 1980 год.

"Белые Крылья " Песни на стихи В. Харитонова (С 60 — IQ365 — 66)
- Рябина (В.Шаинский). Группа С.Намина.

«Крымские зори» (М 60 — 42195 — 96)
- Дадим шар земной детям (Д. Тухманов — Н. Хекмет, перевод М.Павловой)

«Лирические песни на стихи Андрея Дементьева» (С 60 — 12249 — 50)
- Лебединая верность (Е. Мартынов), 1980 год.

«Прага — Москва» (С 60 — 12907)
- Иванэ, Иванэ (молдавская народная песня, обработка М. Долгана) в сопровождении ВИА «Червона Рута»

«Раздумье». Песни Давида Аедоницкого (С 60 — I3I49 — 50)
- Для тех, кто ждет (Л. Дербенёв) в сопровоадении ансамбля «Мелодия», 1980 год

«Любовь моя — Спорт» Песни из фильма «Баллада о спорте» (С 60 — 13559 — 60)
- Темп (А. Пахмутова — Н. Добронравов), 1980 год

«Москва — София» (С 60 — 15755)
- Всё, как всегда (А. Мажуков — Е. Митасов), 1980 год

«Воспоминание» А. Эшпай (М 60 — 42635 — 6)
- Последний дождь (И. Кулиев)

«Песни на стихи Андрея Вознесенского» (С 60 — 16389 — 90)
- Особый друг (Р. Паулс), в сопровождении оркестра, 1981 год

«Музыка Советского кино» (С 60 — 17222)
- Облако-письмо (А. Зацепин — Р. Рождественский), песня из фильа «Где ты, любовь?», 1981 год

«С Новым годом!» (С 60 — 18789 — 90)
- Магазин «Цветы» (Д. Тухманов — Л. Григорьева), 1982 год

«Парад солистов эстрады — I» (С 60 — I8809 — 10)
- Красная стрела (А. Мажуков — Н. Зиновьев), песня из фильма «Где ты, любовь?», 1983 год

«Миллион роз, для вас женщины» (С 60 — 18955 — 56)
- Слайды (Д. Тухманов — М. Пляцковский), 1983 год

«Если в небе солнце светит. Песни на стихи Юрия Рыбчинского» (С 60 — 20911 — 001)
- У судьбы своя весна (В. Ивасюк), эстрадно-симфонический оркестр под управлением Ф. Глущенко, 1984 год

«А музыка звучит» А. Мажуков (С 60 — 2I78I — 005)
- А музыка звучит (Н. Зиновьев), 1985 год

«Дискоклуб12 (А)» Песни А. Кирияка на стихи Г. Виеру (С 60 — 2I76I — 007)
- Песня о моей жизни
- Романтика
  - На молдавском языке, 1985 год

«Москва — София» (С 60 — 21922)
- Романтика (А. Кирияк — Г. Виеру), 1985

«Романтика, для вас женщины» (С 60 — 22I5I — 002)
- Романтика (А. Кирияк — Г. Виеру), 1985 год

«Нас подружила Москва» Песни композиторов — лауреатов Ленинского комсомола (С 60 — 22323 — 009)
- Вставайте (Р. Амирханян — Х. Закиян), 1985 год

«Парад солистов эстрады — 3» (С 60 — 22861 — 007)
- Адио (П. Теодорович — Г. Виеру), 1985 год

«Военные песни» Д. Тухманов (С 60 — 23373 — 005)
- Последняя дата, поют София Ротару и Лев Лещенко
- Вальс, Стихи В. Харитонова.
  - В сопровождении Эстрадно-симфонического оркестра Гостелерадио СССР. Дирижёр Александр Петухов, 1985 год

«Музыкальный телетайп» Комсомольская правда (ЗЗ,З.С 60 — 23887 — 008)
- Костер (музыка и слова А. Макаревича) из фильма «Душа», 1986 год

«Ласковый дождь, для вас, женщины!» (С 60 — 23731 — 007)
- Аист на крыше (Д. Тухманов — А. Поперечный), 1986 год

«С Новым годом! Если метель…» (С 60 — 24705 — 001)
- Лаванда (В. Матецкий — М. Шабров) поют София Ротару и Яак Йоала, 1986 год

«Музыкальный телетайп — 2» Комсомольская правда (ЗЗ,З.С 60 — 25311 — 001)
- Луна, луна (В. Матецкий — М. Шабров) в сопровождении ансамбля «Весёлые ребята». Руководитель П.Слободкин, 1987 год

«Музыкальный телетайп — 3» (С 60 — 26983 — 008)
- Было, но прошло (В. Матецкий — М. Шабров) в сопровождении инструментального ансамбля под управлением В. Матецкого, 1988 год

«Любимые мелодии» (С 60 — 27129 — 004)
- Придёт весна (А. Кирияк — Т. Кирияк) в сопровождении ансамбля «Плай», 1988 год

«Музыкальный телетайп — 5». Комсомольская правда (ЗЗ,З.С 60 — 28795 — 007)
- Золотое сердце (В. Матецкий — М. Шабров, А. Поперечный), 1989 год

«Принцесса, для вас женщины» (С 60 — 28255 — 005)
- Дикие лебеди (В. Матецкий М. Шабров), 1989 год

«Вас поздравляют звёзды» (30733 — 001)
- Снежинка (В. Матецкий — М. Шабров), 1990 год

"Песни Александра Зацепина из фильма «Тайник у красных камней» " (Д 00034231)
- А любовь одна (Л. Дербенёв) в сопровождении инструментального ансамбля под управлением Г. Гараняна

1979 София Ротару
(Г 62 — 09737 — 8) Магазин «Цветы» (Д. Тухманов — Л. Григорьева). В сопровождении ансамбля под управлением Д. Туманова.
С 62 — 10059 Сомнения (Рудольф Мануков — И.Кохановский). Оркестр.
(М 62 — 38341) Кто-то (Г. Францковяк — русский текст А. Дементьева)
«Горький мёд» (С 62 — II655 — 6)
- Листопад (О. Иванов — Н. Зиновьев). В сопровождении ансамбля «Мелодия» под управлением Георгия Гараняна.

Пропала собака Песни Владимира Шаинского в танцевальных ритмах (С 62 — I2I57 — 8)
- Рябина (В. Харитонов), в сопровождении группы С. Намина

Песни Давида Тухманова (С 62 — 12347 — 48)
- Октябрь (А. Кымытваль, перевод В. Сергеева), С. Ротару и хор мальчиков, оркестр под управлением Д. Тухманова

Песни Бориса Ривчуна (С 62 — 15689 — 90)
- Я вернусь (Б. Дубровин), 1982 год

«Песни Давида Тухманова» (С 62 — I8I39 — 40)
- Бессонница (В. Тушнова), инструментальный ансамбль под управлением Д. Тухманова, 1982 год

(С 62 — 20137 — 008)
- Меланколие (П. Теодорович — Г. Виеру), в сопровождении ансамбля «Червона Рута», 1983 год

«София Ротару, вспоминай меня всегда» По вашим письмам (С 62 — 25307 — 004)
- Вспоминай меня всегда (А. Осадчий — И. Кашежева)
- Музыка капели (Г. Татарченко — Ю. Рыбчинский)

В сопровождении ансамбля «Червона Рута». Руководитель А. Евдокименко. Редактор И. Йотко. Художник И. Сахаров, 1987 год
«София Ротару, Костёр». Музыка из кинофильма Душа, По вашим письмам. (С 62 — 25363 — 003)
- Путь,
- Костер (музыка и слова А. Макаревича). В сопровождении рок-группы «Машина Времени». Руководитель А. Макаревич. 1987.

«Было, но прошло». Песни Владимира Матецкого. (С 62 — 26471 — 005)
- Было, но прошло (В. Матецкий — М. Шабров)

В сопровождении инструментального ансамбля под управлением В. Матецкого. Звукорежиссёры: А. Зубов, П. Кондрашин. Редактор А. Устин. Художник А. Третьяков. Фото С. Борисова, 1988 год

## Гибкие диски журнала «Кругозор»
- 1972 № 11 — Червона рута, Водограй (В. Ивасюк), молдавская народная песня Ионел;
- 1975 № 4 — Баллада о двух скрипках (В. Ивасюк — В. Марсюк), Птица (Т. Русев — Д. Демянов);
- 1977 № 10 — Родина моя (Д. Духманов — Р. Рождественский), Лишь раз цветет любовь (В. Ивасюк — Б. Стельмах);
- 1979 № 4 — Верни мне музыку (А. Бабаджанян — А. Вознесенский), Живая вода (Л. Дудковский — А. Драгомирецкий);
- 1981 № 7 — Мой край (Николай Мозговой), Только тебе (О. Фельцман — Р. Рождественский);
- 1982 № 6 — Бессонница итал. Immensità (Д. Тухманов — В. Тушнова);
- 1983 № 5 — Нежная мелодия (П. Теодорович — Г. Виеру); Магазин «Цветы» (Д. Тухманов — Л. Григорьева);
- 1984 № 2 — А музыка звучит (А. Мажуков — Н. Зиновьев);
- 1985 № 5 — Октябрь (Д. Тухманов — А. Кымытваль);
- 1985 № 10 — Аист на крыше (Д. Тухманов — А. Повперечный), Счастья тебе, Земля! (Ю. Саульский — Л. Завальнюк);
- 1985 № 12 — Дети всей земли (Е. Ширяев — Н. Волков);
- 1986 № 5 — Лаванда (В. Матецкий — М. Шабров), Вспоминай меня всегда (А. Осадчий — И. Кашежева);
- 1986 № 12 — Луна, луна (В. Матецкий — М. Шабров);
- 1987 № 8 — Было, но прошло (В.Матецкий — М. Шабров);
- 1989 № 3 — Золотое сердце (В. Матецкий — М. Шабров)

## Авторские альбомы сборники
- 1995 Созвездие любви — Андрей Дементьев
- 2002 Не спеши — Арно Бабаджанян
- 2006 Берегите друзей — Алексей Экимян
- 2006 Элегия — Давид Тухманов
- 2007 Белые крылья — Владимир Харитонов

## Саундтреки
| Фильм                   | Песня                             | Альбом                                         |
| ----------------------- | --------------------------------- | ---------------------------------------------- |
| Весенние созвучия       | Песня о моем городе Кодры Молдовы | Поёт София Ротару 1972, Поёт София Ротару 1973 |
| Ни слова о футболе      | Совсем как на Земле               |                                                |
| Тайник у красных камней | А любовь одна                     |                                                |
| Маленькая Вера          | Только этого мало                 |                                                |

## Коммерческие синглы
- Реклама масла «Стожар»

## Новые и неизданные песни, промосинглы
| Год  | Название                      | Комментарии |
| ---- | ----------------------------- | --- |
| 2006 | Какая на сердце погода        | Исполнена впервые в новогодней программе Украинского телевидения. |
| 2006 | Не люби                       | Исполнена впервые в новогодней программе Российского телевидения. Песня также вошла в финал фестиваля Песня года и была награждена Золотым граммофоном.                                      |
| 2007 | Сердце ты моё                 | Исполнена впервые в новогодней программе Российского телевидения Голубой огонёк. |
| 2007 | Я твоя любовь                 | Была награждена Золотым граммофоном. |
| 2007 | И полетим                     | Исполнена впервые в новогодней программе Украинского телевидения. |
| 2007 | Дожди                         | Исполнена впервые в новогодней программе Российского телевидения Первого канала. |
| 2007 | Я назову планету именем твоим | Исполнена впервые на фестивале Пять звёзд в Сочи, и была награждена Золотым граммофоном. 1-е место Русское радио 7 недель в чартах                                                           |
| 2008 | Так нечаянно                  | Исполнена впервые в новогодней программе Российского телевидения Голубой огонёк. |
| 2008 | Лесной олень                  | Исполнена впервые в новогодней программе Российского телевидения Первого канала. |
| 2008 | Цветы сирени                  | Исполнена впервые в программе Российского телевидения посвящённой 8 марта. |
| 2008 | Не уходи                      | Была награждена Золотым граммофоном. |
| 2016 | Океан                         | Исполнена впервые в новогодней программе Новогодняя ночь на Первом канале |
| 2018 | Новогодний вечер              | Исполнена впервые в новогодней программе Украинского телевидения |
| 2019 | За тобой в осень              | |
| 2019 | Музыка моей любви             | Исполнена впервые 9 июля 2019 года на фестивале Atlas Weekend (г. Киев) |
| 2019 | Вечные небеса                 | Исполнена впервые 28 августа 2019 года на фестивале «Новая волна» (г. Сочи) |
| 2020 | Посмотри на облака            | По словам сына певицы, песня была записана в 2007 году, но на концертах не исполнялась и в эфир не выходила, запись выложил в интернет кто-то из сотрудников студии без санкции самой Ротару |
| 2020 | Сердце размером с Солнце      | Премьера полной версии песни 23 октября 2020 года, первый куплет и припев были опубликованы 9 октября в инстграме певицы                                                                     |
| 2021 | Нужны друг другу              | Премьера состоялась в эфире новогодней программы телеканала Россия-1 |
| 2021 | Ледяные дожди                 | Премьера 7 августа 2021 года |
| 2022 | Зимняя ночь                   | Премьера состоялась в эфире новогодней программы телеканала Россия-1 |